# Zale alternata
Zale alternata är en fjärilsart som beskrevs av Dyar. Zale alternata ingår i släktet Zale och familjen nattflyn. Inga underarter finns listade i Catalogue of Life.